# 백전면
백전면(栢田面)는 대한민국 경상남도 함양군의 면이다. 넓이는 55.91km2이고, 인구는 2011년 기준으로 792세대 1,551명이다.

## 개요
백전면은 함양군의 북서지역에 위치하며 전라북도 남원시 및 장수군과 경계를 이루고 있다. 해발 295m에 위치한 산간 지역으로 명산 백운산(1,278m)을 배경으로 수려한 환경을 바탕으로 송이버섯, 밤, 오미자, 복분자, 산양삼, 표고버섯, 사과, 양파, 절임배추, 고랭지 딸기육묘 등을 특산품으로 생산하고 있다.
주요 관광지로는 천혜의 깨끗한 수원을 자랑하는 백운산 계곡과 상연대, 묵계암, 백운암 등 유명 사찰이 많이 산재하고 있다.

## 법정리
- 경백리(敬白里)
- 구산리(龜山里)
- 대안리(大安里)
- 백운리(白雲里)
- 양백리(兩栢里)
- 오천리(五泉里)
- 운산리(雲山里)
- 평정리(坪亭里): 백전면 행정복지센터 소재지

## 교육
- 백전초등학교
- 백전중학교 (폐교) : 백전면 구산대안로 10-2 (평정리)